# Recep Usta
Recep Usta (* 2. November 1997 in Istanbul) ist ein türkischer Schauspieler.

## Leben und Karriere
Recep Usta wurde am 2. November 1997 in Istanbul geboren. Väterlicherseits stammt seine Framilie aus Karaman und mütterlicherseits aus Samsun. Sein Debüt gab er 2018 in der Fernsehserie Ein guter Mensch. Danach bekam er 2021 in der Serie Mavera: Hace Ahmed Yesevi die Hauptrolle. Anschließend war Usta 2022 in dem Kurzfilm Tek Yön zu sehen. Außerdem spielte er von 2021 bis 2023 in der Serie Kardeşlerim eine Nebenrolle.

## Filmografie
Filme
- 2022: Tek Yön

Serien
- 2018: Ein guter Mensch (Şahsiyet)
- 2021: Mavera: Hace Ahmed Yesevi
- seit 2021: Kardeşlerim